# Oldsmobile Curved Dash

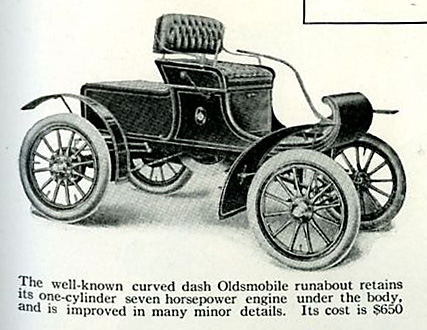
Anzeige für den Oldsmobile Curved Dash in Country Life (1905). Gut sichtbar ist die Anlasserkurbel seitlich unter dem Sitz.

Oldsmobile Curved Dash war die erste Automobil-Baureihe der Olds Motor Works und, noch vor dem Ford Modell T, das erste in Großserie hergestellte Automobil. Der Curved Dash war von 1901 bis 1904 das einzige Modell der Marke und auch das meistverkaufte Auto der Welt. Es wurden insgesamt über 19.000 Exemplare gebaut. Die Baureihe umfasst die nacheinander produzierten Modelle R, 6C, B und F. Ab 1906 gab es auch einen Oldsmobile Straight Dash mit gerader Front.
Die Reihe wurde bis 1907 gefertigt und ohne direkten Nachfolger eingestellt.

## Vorgeschichte
Unter der Marke Oldsmobile wurden in Lansing ab 1897 Fahrzeuge hergestellt, zunächst von der Olds Motor Vehicle Company die am 21. August 1897 gegründet worden war. Der Autobau kam zunächst nicht voran und bis 1898 entstanden nur ein rundes Dutzend Fahrzeuge. Am 8. Mai 1899 wurden die Olds Motor Works gegründet.
Zwischen 1899 und 1900 entstanden weitere elf Prototypen, darunter auch Elektromobile. Bei einem Großbrand in den Werkshallen wurden am 9. März 1901 alle vorhandenen Prototypen bis auf einen kleinen Wagen mit Einzylindermotor zerstört. Nach der Wiederherstellung des Werks wurde dieses Modell produziert.

## Technik

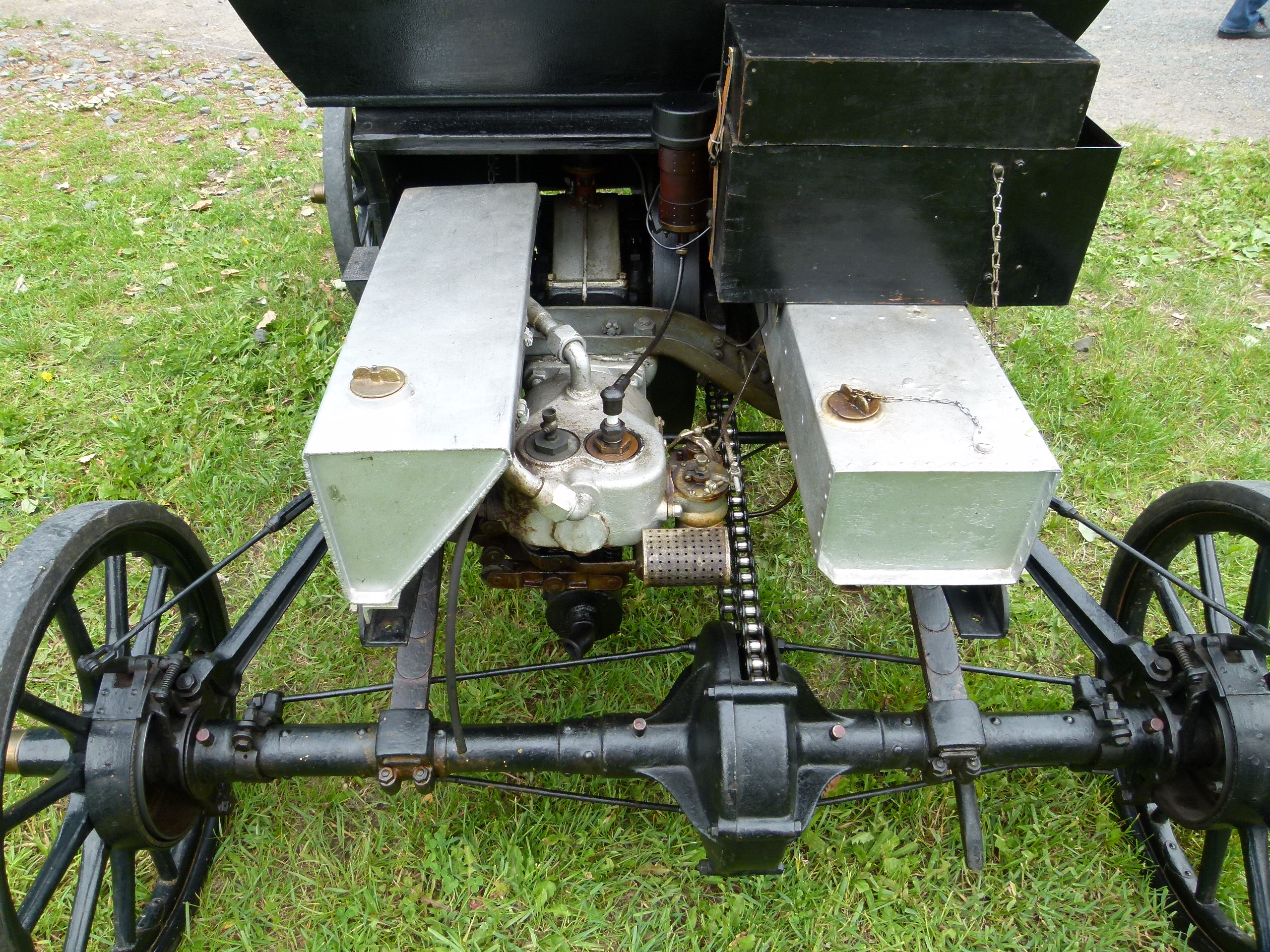
Kettenantrieb beim Oldsmobile Modell 6C der ersten Serie, erkennbar an den zwei Außenbandbremsen

Der Curved Dash hatte einen unter dem Fahrersitz liegend eingebauten, wassergekühlten Einzylinder-Viertaktmotor, der aus 1.564 cm³ Hubraum eine Leistung von 4,5 bhp (3,3 kW) bei 600 min−1 zog. Die zweifach gelagerte Kurbelwelle hielt das Schwungrad, das Planetengetriebe sowie die Kupplung für den höheren Gang. Ein am Fahrgestell befestigtes Kugellager nahm einen Teil dieser Belastung auf. Ein weiteres Beispiel für die Multifunktionalität vieler Komponenten zeigt sich am Fahrgestell; lange, längs angeordnete Blattfedern verbinden die Achsen und sind gleichzeitig die Längsträger des Fahrgestells und die Federung. Die Achsen sind an den Enden der Federn starr befestigt. Die Spur betrug vorn und hinten 1423 mm.
Die Motorkraft wurde über ein Zweiganggetriebe und eine einzelne Kette auf das Differential an der Hinterachse weitergeleitet. Das Bremspedal wirkte auf eine Außenbandbremse am Getriebe. Der Vergaser wurde durch ein neben dem Bremspedal eingebautes Gaspedal bedient (Sonst war ein Handhebel üblich!). Der Gangwechsel (2 Vorwärtsgänge, 1 Rückwärtsgang) wurde zunächst über einen außen angebrachten Hebel bewerkstelligt.
Gelenkt wurde über einen Lenkhebel („Kuhschwanz“) vom rechten Sitzplatz.

## Marketing und Preisgestaltung
Die Olds Motor Works gehörten zu den ersten Automobilherstellern, welche ihre Produkte nicht nur regional bewarben, sondern Inserate in den ganzen USA schalteten. Außerdem wurde der Curved Dash auf Jahrmärkten im Mittleren Westen vorgeführt und das Management wusste durchaus auch Rennen, Rekordfahrten und andere besondere Anlässe für sich zu nutzen. Der Oldsmobile Pirate Renn- und Rekordwagen war vom Curved Dash abgeleitet. In Florida fuhr dieser Wagen 8 km in 6,5 min.
In der Werbung wurde der Slogan „Für einen Oldsmobile sind alle Straßen gleich“ benutzt.
Der Listenpreis von US$ 650 für das Basismodell konnte für die ganze Produktionszeit gehalten werden. Einzig 1904 wurde er kurzzeitig auf US$ 675 angehoben. Der erwähnte Wetterschutz des Modells B wurde auf den Automobilsalon in New York im November 1906 in die Grundausstattung eingefügt. Zu diesem Zeitpunkt wurde der Curved Dash praktisch nicht mehr beworben. Curved Dash und Straight Dash wurden zum gleichen Preis angeboten.
1908 kostete der billigste Oldsmobile mit US$ 1900 etwa das Dreifache des Curved Dash. Diese Hochpreispolitik brachte die Olds Motor Works in Schwierigkeiten.

## Modelle

### Modell R (1901–1903)
Das Modell R wurde noch im Sommer 1901 auf den Markt gebracht.
Es war ein Runabout mit Holzkarosserie, zwei Sitzplätzen und einer ungewöhnlich geschwungenen Fahrzeugfront. Diese Eigenheit brachte dem Wagen den Namen „Curved Dash“ ein. Als Curved Dash wurde es sehr schnell populär. Auf Wunsch konnte er mit einem dritten Sitz ausgestattet werden, der entgegen der Fahrtrichtung hinter der Sitzbank montiert wurde und einem Erwachsenen oder zwei Kindern Platz bot. Weitere Optionen waren ein Verdeck, verschiedene Beleuchtungen und Kotflügel.
Das Modell R hat nur eine Getriebebremse. Es lässt sich daher von den anderen Modellen der Baureihe durch die fehlenden Bremstrommeln leicht identifizieren. Der Wagen war serienmäßig mit 28 × 3″-Drahtspeichenrädern mit Luftreifen – ähnlich einem Fahrrad – ausgestattet. Die Kunden konnten aber zwischen sieben verschiedenen Radvarianten wählen, darunter auch Holzspeichenräder. Verdeck und Kotflügel kosteten extra.
Die einzige erhältliche Farbkombination war Schwarz für die Karosserie mit kirschroten Akzenten und goldenen Zierlinien auf Karosserie, Fahrgestell und Rädern.
In drei Jahren entstanden etwa 6.850 Wagen.

### Modell 6C (1904)
Im April 1904 wurde der Nachfolger präsentiert. Der Wagen sah ähnlich aus, war aber in vielen Punkten verbessert worden. Er war etwas größer und hatte auch einen größeren Motor. Der liegende Einzylinder hatte 1.931 cm³ Hubraum und entwickelte 7 bhp (5,2 kW) bei 600 min−1. Er erhielt einen neuen Vergaser von Holley. Anstatt der einzelnen Außenbandbremse am Getriebe gab es nun zwei an den beiden Hinterrädern. Mitten im Modelljahr wurde die Serie auf die besser wirkenden Trommelbremsen umgestellt. Holzspeichenräder von unveränderter Größe waren nun Standardausstattung, außerdem waren alle Räder nun serienmäßig mit Schutzblechen versehen.

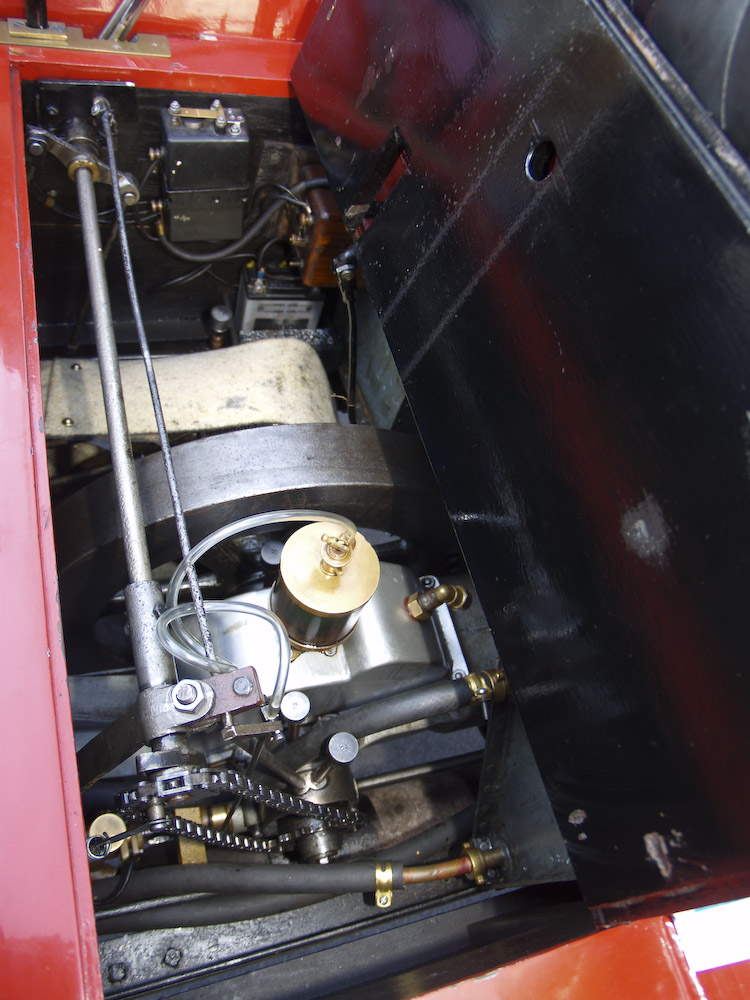
Motor eines 6C

Die hölzerne Karosserie wurde weiterhin schwarz lackiert, die Akzente waren nun feuerrot. Es scheint, dass auch einige dunkelgrüne Fahrzeuge mit roten Akzenten ausgeliefert worden sind.
Über die Ablösung des Modells und die künftige Modellpolitik kam es zum Streit zwischen R.E. Olds und seinen Financiers Samuel L. Smith und seinen Söhnen Frederick und Angus worauf sich Olds aus dem Unternehmen zurückzog.
Nach 2.234 Exemplaren wurde das Modell 6C im Dezember 1904 eingestellt.

### Modelle B (1905–1906) und F (1907)
Das Modell B erschien im Januar 1905 und war nochmals deutlich verbessert. Insbesondere wurden Teile des Antriebs verstärkt. Der Motor erhielt eine verbesserte Kühlung und ein neues Schwungrad. Die Handbremse wirkte nun auf das Differential anstatt auf das Getriebe; dieses entsprach ansonsten jenem des Modells 6C. Während bei den Vorgängern die Achsen an den Spitzen eines Federelementes aufgehängt waren, wurden die Blattfedern nun so modifiziert, dass die Achsen mit allen Federelementen verbunden waren; auch die Achsen wurden verstärkt. 1906 erhielt der Wagen serienmäßig einen Wetterschutz mit Zelluloidfenstern.

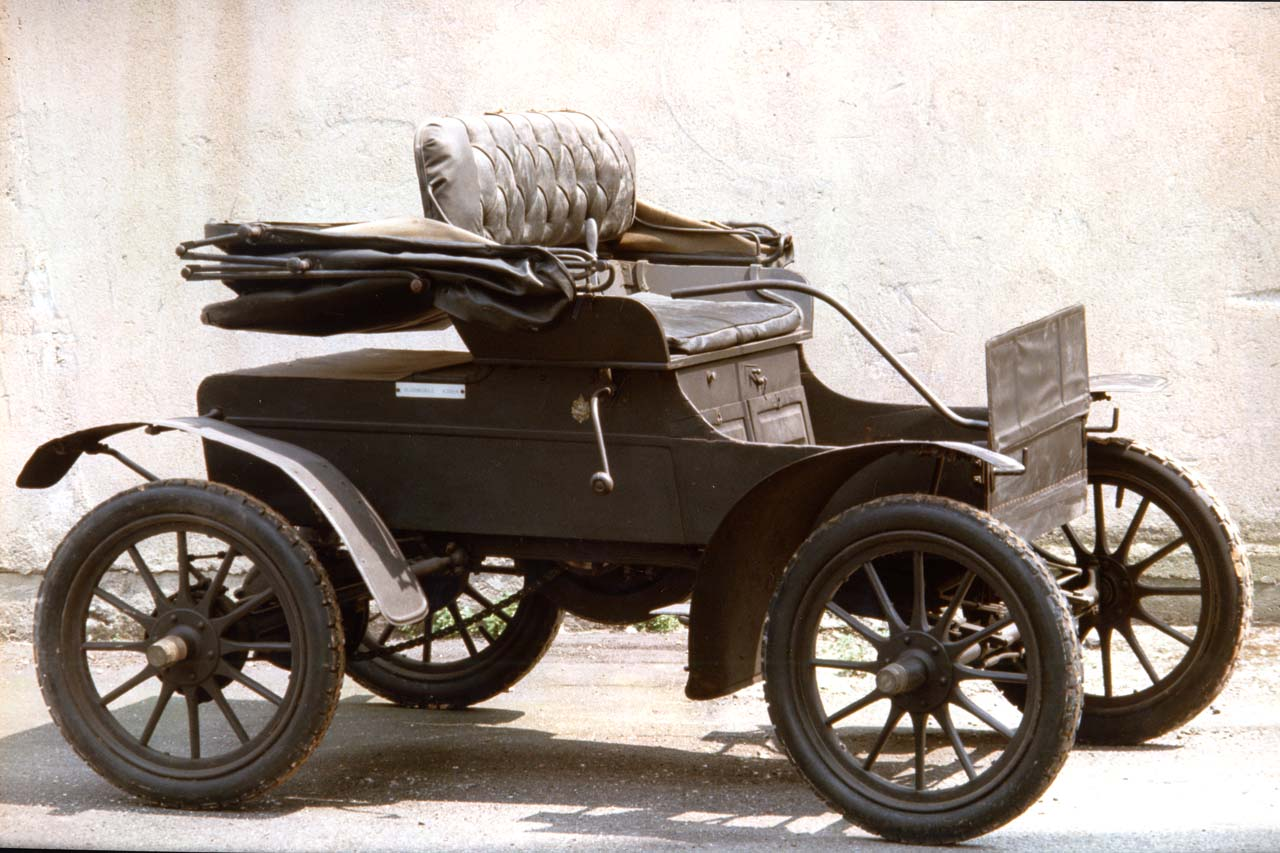
Oldsmobile Modell B Straight Dash (1906)

Zusätzlich zum „Curved Dash“ erschien der „Straight Dash“ mit einem senkrecht stehenden, glatten Spritzschutz.
Während für 1905 eine Produktionszahl von 6.500 für alle Modelle (einschließlich Touring Runabout, Light Tonneau und Side Entrance Touring) bekannt ist, wurden 1906 nur 100 Fahrzeuge vom Modell B, teils als Curved Dash, teils als Straight Dash, hergestellt.
1907 wurde das im Wesentlichen unveränderte Modell B als Modell F angeboten. Die technische Daten entsprachen denen des Vorjahresmodells. Wie viele der in diesem Jahr hergestellten 1.200 Oldsmobile vom Modell F waren, ist nicht bekannt.